# مصقله بن هبیره
مَصقَلَة بن هُبَیره شیبانی (به عربی: مصقلة بن هبيرة الشيباني) کارگزار علی بن ابی طالب در اردشیر خرّه از شهرهای مهم فارس بود. به نقل از برخی از مورخان عبدالله بن عباس حاکم بصره وی را به این سمت منصوب کرده بود. وی بیت المال را به خویشان و بستگانش می‌بخشید و موجبات ناراحتی علی را وی را فراهم ساخت. البته، تبرئه شد و بر سمت خود باقی ماند. پس از شکست شورش خریت بن راشد، هنگامی که معقل بن قیس، از سرداران علی، با پانصد اسیر به اردشیر خره رسید، مصقله اسرا را به مبلغی گزاف خرید و آزاد کرد. اما، از عهده پرداخت مبلغ آن به بیت المال برنیامد. علی از وی آن مال را مطالبه کرد اما وی گریخت و نزد معاویه رفت. علی از عمل وی در شگفت شد که چون بزرگواران اسرا را آزاد کرد و سپس چون بندگان گریخت. علی، در نظر داشت وی را برای بازپرداخت دین زندانی کند و اگر وی را ناتوان بیابد آزاد نماید.
بعداً در زمان خلافت معاویه، با ده هزار نفر به منطقه طبرستان رفت، اما او و تمام لشکرش آنجا کشته شدند. در زبان عربی سرگذشت مصقله به شکل یک ضرب‌المثل درآمد و هرگاه کسی قصد داشت کاری را انجام ندهد، می‌گفت «لا یکون هذا حتی یرجع مصقلة من طبرستان» یعنی «صبر کن تا مصقله از طبرستان برگردد». همچنین احتمال دارد ضرب‌المثل فارسی «آنجا که عرب نی انداخت» ترجمه‌ای تحریف شده از آن باشد. به گفته ابن اسفندیار جایی که مصقله مدفون شد، بعدها به صورت یک زیارتگاه درآمد و مردم مسلمان‌شده محلی به عنوان یکی از صحابه به مرقدش می‌رفتند.

## نسب
نام کامل مصقلة بن هبیرة با توجه به تبارش چنین است: مصقلة بن هبیرة بن شبل بن یثربی بن امرئ القیس بن ربیعة بن مالک بن ثعلبة بن عکابة بن صعب بن علی بن بکر بن وائل بن قاسط أبو الفضل البکری الشیبانی.

## مرگ
ابن اسفندیار می‌نویسد:
مصقله بن هبیره الشیبانی نیز که از جانب خلیفه به طبرستان لشکر کشیده بود، دو سال با فرخان بزرگ نبرد کرد که سرانجام در کجور کشته شد. گور او هنوز بر سر راه نهاده‌است. عوام الناس آنجا را به تقلید و جهل زیارت می‌کنند که صحابه رسول علیه السلام است.